# Nagybánya (hetilap)
Nagybánya társadalmi és szépirodalmi hetilap. Székhely:Nagybánya. Indulás/megszűnés: 1903/1944. Címváltozás: Bányavidék (1935-1940). 

## 1918 előtt
Első száma 1903. szeptember 12-én jelent meg Nagybányán. Az alapító felelős szerkesztő, Égly Mihály városi főjegyző haláláig, 1918-ig vezette a lapot. A beköszöntő szerint: "A mi lapunk nem egy klikk, nem egy felekezet orgánuma, hanem lapja a köznek, a város lakossága egyetemének, melynek éltető napja az igazság, a pártatlanság kell legyen." A tárcarovatban Jászai Mari, Krúdy Gyula, Palmer Kálmán, Sárosy Árpád, Szávay Gyula, Szávay Zoltán, Vértesy Gyula írásaival találkozunk. Az I. világháború idején és azt követően Jászi Oszkár, Franyó Zoltán, Prohászka Ottokár, Pásztor József, Színi Gyula, Somlyó Zoltán neve is feltűnik.

## 1918 után
1918 után felelős szerkesztője Németh Béla, főmunkatárs Révai Károly. A lapban megjelenő fehér foltok az új hatalom cenzúráját jelzik. A lap 1924-ben egyesült a Nagybányai Hírlappal, ettől kezdve 1944. szeptember 24-ig, megszűnéséig felelős szerkesztője Krizsán P. Pál. Az irodalom helyét kül- és belpolitikai szemle vette át. A jellegváltozást az új alcím is jelzi 1941-től: "Független politikai, társadalmi és közgazdasági hetilap".
A magyar helynevek használatának eltiltása miatt a lap címe 1935 és 1940 között Bányavidék.